# Liste de fichiers automatisés d'empreintes digitales
Liste de fichiers automatisés d'empreintes digitales :
- Fichier automatisé des empreintes digitales (FAED) en France
- Eurodac au niveau européen
- Integrated Automated Fingerprint Identification System (IAFIS) aux États-Unis